# Саљано Мика
Саљано Мика (итал. Sagliano Micca) је насеље у Италији у округу Бијела, региону Пијемонт.
Према процени из 2011. у насељу је живело 1453 становника. Насеље се налази на надморској висини од 586 м.

## Становништво
Према резултатима пописа становништва 2011. у општини је живело 1.654 становника.
| 1931. | 1936. | 1951. | 1961. | 1971. | 1981. | 1991. | 2001. | 2011. |
| ----- | ----- | ----- | ----- | ----- | ----- | ----- | ----- | ----- |
| 2.458 | 2.460 | 2.585 | 2.374 | 2.277 | 1.953 | 1.811 | 1.676 | 1.654 |

## Партнерски градови
- Минервино Мурђе